# Tagbilaran
Tagbilaran é um cidade de  terceira classe de renda da cidade (d) na província Bohol, nas Filipinas. De acordo com o censo de 1 de maio  de  2020 possui uma população de 104 976 pessoas e 23 078 domicílios.